# European Public Sector Accounting Standards
Die European Public Sector Accounting Standards (EPSAS) bezeichnen einheitliche doppische Rechnungslegungsstandards für die Mitgliedsstaaten der Europäischen Union, mit dem Ziel, die Vergleichbarkeit der staatlichen Haushaltsführung zu erhöhen.

## Definition
Die European Public Sector Accounting Standards (EPSAS) sind geplante EU-Standards für die Haushaltsführung und Rechnungslegung staatlicher Instanzen in der europäischen Union. Sie haben das Ziel, die europaweite Vergleichbarkeit öffentlicher Haushalte zu erhöhen und führen damit zu mehr Transparenz und verbessern die Steuerung der Ausgaben. Durch eine effektivere Haushaltsführung soll sich eine nachhaltigere Finanzplanung möglich werden. 
Die EPSAS unterscheiden sich von der kameralistischen Haushaltsführung. 

## Geschichte

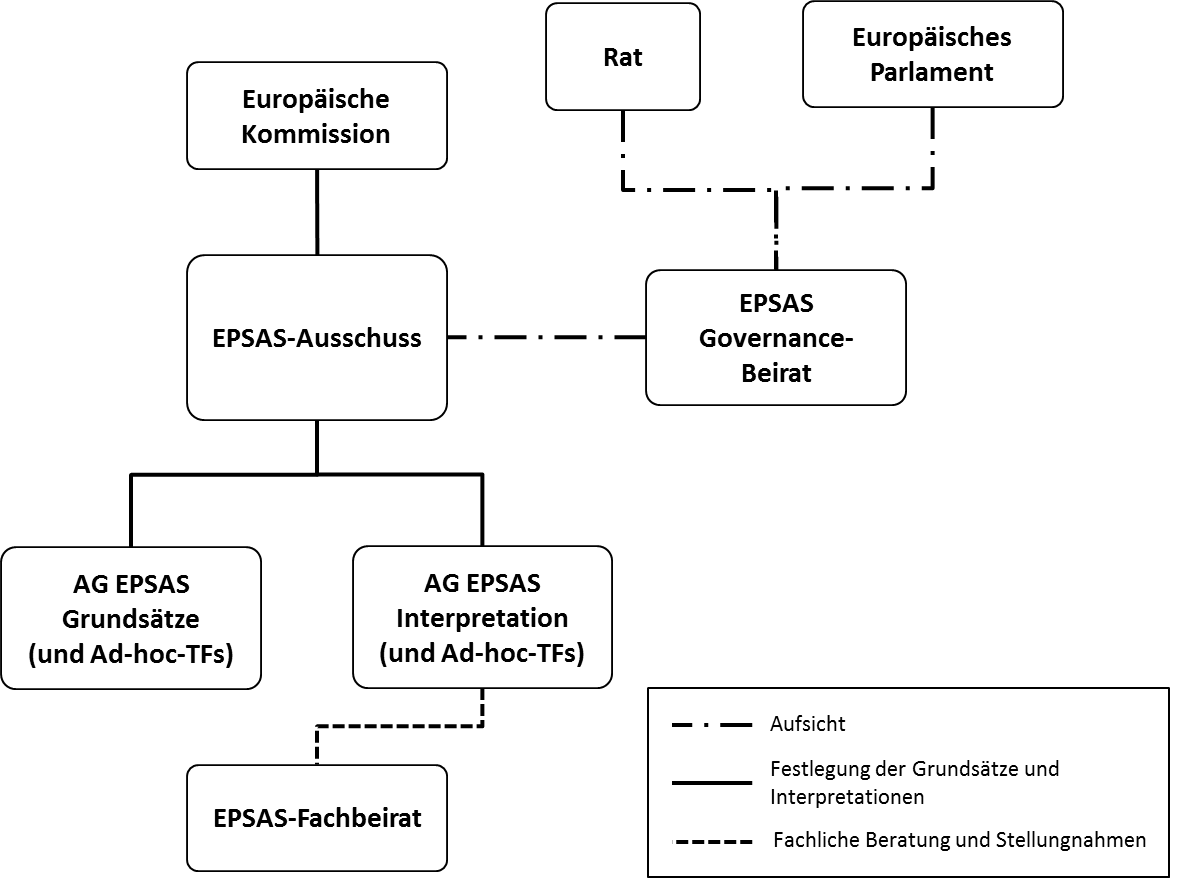
EPSAS Verwaltungsstruktur

Ausgangspunkt für die bisherigen Entwicklungen im Bereich der EPSAS war die EU-Richtlinie 2011/85/EU vom 8. November 2011. Darin wurde die EU-Kommission aufgefordert, bis zum 31. Dezember 2012 eine Bewertung der Frage vorzunehmen, ob die internationalen Rechnungsführungsgrundsätze für den öffentlichen Sektor, die sog. International Public Sector Accounting Standards (IPSAS), für die Mitgliedstaaten geeignet sind.
Im Rahmen einer öffentlichen Konsultation über die Eignung der internationalen Rechnungslegungsstandards für den öffentlichen Sektor hat die EU-Kommission am 15. Februar 2012 ein Begleitdokument von Eurostat veröffentlicht. Darin wird der Hintergrund dargestellt, vor dem die öffentliche Konsultation über die Bewertung der Eignung der IPSAS in den Mitgliedstaaten der EU durchgeführt wird.
In ihrem Bericht vom 6. März 2013 kommt die EU-Kommission zu dem Ergebnis, dass die IPSAS zwar in ihrer gegenwärtigen Form nicht ohne weiteres in den EU-Mitgliedstaaten eingeführt werden können, sie aber unstreitig einen Bezugsrahmen für eine mögliche harmonisierte Rechnungsführung des öffentlichen Sektors in der EU darstellen könnten.
Im Zuge einer weiteren öffentlichen Konsultation der EU-Kommission wurde am 25. November 2013 ein zweites Konsultationspapier von Eurostat veröffentlicht, in dem erste Überlegungen zu Verwaltungsgrundsätzen und -strukturen künftiger EPSAS zur Diskussion gestellt werden. 
2018 wurde ein Sachstandsbericht EPSAS von Eurostat vorgelegt, welcher die verschiedenen technischen und operativen Dimensionen einer EPSAS-Einführung darstellte.
  

2020 veröffentlichte Eurostat eine Studie, welche den Einfluss von COVID-19 auf die Haushaltssituation analysierte und die Überlegenheit einer EPSAS-basierten Haushaltsführung demonstrierte. 

## Gründe
Der Hessische Rechnungshof nennt folgende Gründe für die Einführung von EPSAS in Deutschland:
- Möglichkeit, ausgelagerte Bereiche zu analysieren (wie etwa Sondervermögen)
- notwendige (Pensions-)Rückstellungen werden sichtbar
- Ergänzende Betrachtung des Ressourcenverbrauchs möglich
- Informations- und Budgetrecht des Parlaments werden verbessert
- die Fiskalillusion wird vermieden